# Монескильо-и-Висо, Антолин
Антолин Монескильо-и-Висо (исп. Antolín Monescillo y Viso; 2 сентября 1811, Корраль-де-Калатрава, Испания — 11 августа 1897, Толедо, Испания) — испанский кардинал. Епископ Калаорра-и-Ла-Кальсада-Логроньо с 22 июля 1861 по 27 марта 1865. Епископ Хаэна с 27 марта 1865 по 22 июня 1877. Архиепископ Валенсии с 22 июня 1877 по 11 июля 1892. Архиепископ Толедо и примас Испании и патриарх Западной Индии с 11 июля 1892 по 11 августа 1897. Кардинал-священник с 10 ноября 1884, с титулом церкви Сант-Агостино с 10 июня 1886.